# Papirus 108
Papirus 108 (według numeracji Gregory-Aland), oznaczany symbolem {\displaystyle {\mathfrak {P}}^{108}} – wczesny grecki rękopis Nowego Testamentu, spisany w formie kodeksu na papirusie. Paleograficznie datowany jest na III wiek. Zawiera fragmenty Ewangelii według Jana.

## Opis
Zachowały się tylko fragmenty jednej karty Ewangelii według Jana (17,23-24; 18,1-5). Oryginalna karta miała rozmiary 14,5 na 18,5 cm. Tekst pisany jest w 23 linijkach na stronę. Rękopis sporządzony został przez skrybę wprawionego w pisaniu dokumentów.
Nomina sacra pisane są skrótami. W J 17,23 zawiera błąd itacyzmu.

## Tekst
Tekst grecki rękopisu reprezentuje aleksandryjską tradycję tekstualną. Tekst jest zgodny z Kodeksem Synajskim.
Rękopis nie posiada żadnych szczególnych wariantów tekstowych poza błędem itacyzmu - γειν]ωσκη w J 17,23 (verso, linia 5).

## Historia
Rękopis prawdopodobnie powstał w Egipcie. Na liście rękopisów znalezionych w Oksyrynchos figuruje na pozycji 4447. Tekst rękopisu opublikował W. E. H. Cockle w 1998 roku. INTF umieścił go na liście rękopisów Nowego Testamentu, w grupie papirusów, dając mu numer 108.
Rękopis datowany jest przez INTF na III wiek. Paleograficznie jest pokrewny z Chester Beatty IX-X (zawiera Księgę Ezechiela). Comfort datuje rękopis na koniec II lub początek III wieku.
Cytowany jest w krytycznych wydaniach Nowego Testamentu (NA27).
Obecnie przechowywany jest w Ashmolean Museum (P. Oxy. 4447) w Oksfordzie.